# Thamnistes rufescens
A Thamnistes rufescens a madarak osztályának verébalakúak (Passeriformes) rendjébe és a hangyászmadárfélék (Thamnophilidae) családjába tartozó faj.

## Rendszerezése
A fajt is Jean Cabanis német ornitológus írta le 1873-ban. Egyes szervezetek a kávészínű hangyászgébics (Thamnistes anabatinus) alfajaként sorolják be Thamnistes anabatinus rufescens néven.

## Előfordulása
Andok keleti lábainál, Bolívia és Peru területén honos.

## Természetvédelmi helyzete
Az elterjedési területe nagy, de szétapródozott. A Természetvédelmi Világszövetség Vörös listáján nem szerepel.